# Stenostygnoides cosmetitarsus
Genre
Synonymes
- Stenophareus Roewer, 1943 nec Goodnight & Goodnight, 1943
- Stenopharellus Roewer, 1947

Espèce
Synonymes
- Stenophareus gracilis Roewer, 1943

Stenostygnoides cosmetitarsus, unique représentant du genre Stenostygnoides, est une espèce d'opilions laniatores de la famille des Stygnidae.

## Distribution
Cette espèce est endémique du Suriname.

## Description
Le mâle holotype mesure 4 mm.

## Publication originale
- Roewer, 1913 : « Die Familie der Gonyleptiden der Opiliones-Laniatores. » Archiv für Naturgeschichte, sér. A, vol. 79, no 4, p. 1–256 (texte intégral).